# Un drame bien parisien

Un drame bien parisien est une nouvelle célèbre d'Alphonse Allais, publiée d'abord dans le périodique Le Chat noir, dans son numéro du 26 avril 1890, puis incluse dans le recueil À se tordre (1891), et qui repose sur un paradoxe mystifiant le lecteur.

## Thème
L'auteur nous présente un couple sujet à disputes, Raoul et Marguerite, se rendant chacun de son côté, sur dénonciation anonyme, à un même bal masqué pour essayer de surprendre leur conjoint en flagrant délit d'infidélité. Chacun connaît à l'avance le déguisement de l'autre : Raoul en templier fin de siècle et Marguerite en pirogue congolaise. Au cours du bal, le Templier invite la Pirogue à souper, et elle accepte. Une fois seuls, ils font tomber leur déguisement et :
« Tous les deux poussèrent, en même temps, un cri de stupeur, en ne se reconnaissant ni l'un ni l'autre.
Lui, ce n'était pas Raoul.
Elle, ce n'était pas Marguerite.
Ils se présentèrent mutuellement leurs excuses, et ne tardèrent pas à lier connaissance à la faveur d’un petit souper, je ne vous dis que ça. »
Ce paradoxe repose sur deux incohérences principales :
- chaque personnage ne peut être déguisé comme l'attend l'autre, puisque les lettres reçues ne mentionnent que le déguisement du conjoint ;
- les personnages ne peuvent être surpris de ne pas être Raoul et Marguerite, puisqu'ils ne les connaissent pas,

à quoi s'ajoute l'absurdité volontaire de la conclusion.
L'intérêt de cette nouvelle, qui s'étend sur sept (brefs) « chapitres », introduits chacun par un « résumé » et une « citation », relève du non-sens.

## Analyses
Un drame bien parisien a fait l'objet d'au moins deux analyses divergentes, la première par Umberto Eco dans Lector in Fabula (traduction française chez Grasset et Fasquelle, 1985), la seconde par Francis Corblin dans Les Formes de reprise dans le discours. Anaphores et chaînes de référence (Presses universitaires de Rennes, 1995). Umberto Eco, fidèle aux intentions affichées par le sous-titre de son ouvrage (Le rôle du lecteur, ou la coopération interprétative dans les textes narratifs), analyse en détail la manipulation du lecteur à l'œuvre, et comment Allais crée du non-sens en utilisant les ressources de la narration. Francis Corblin, répondant à Eco, va plus loin : son analyse, dans le cadre d'un ouvrage de linguistique consacré aux phénomènes anaphoriques, démontre qu'il n'y a en fait nul non-sens, si l'on lit le texte exactement (rien n’exclut que Raoul soit l’auteur de la lettre envoyée à Marguerite et vice-versa ; c’est seulement peu probable) et que donc le non-sens ne provient que d'une interprétation, possible, mais non exclusive.